# Obelisk am Slottsbacken

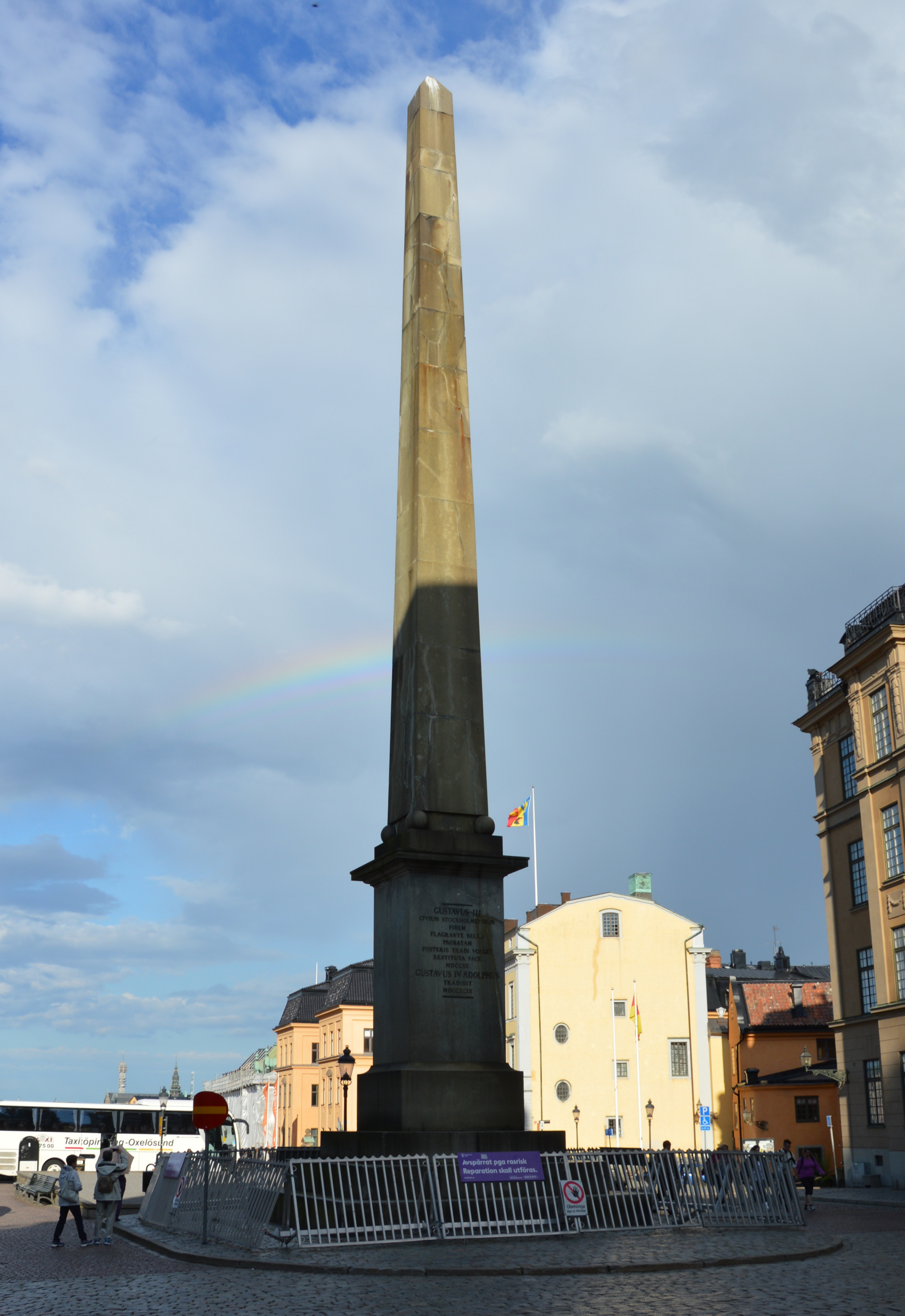
Der Original-Obelisk am Slottsbacken

Der Obelisk am Slottsbacken ist ein Obelisk in der historischen Altstadt Stockholms Gamla Stan.

## Lage
Er befindet sich am westlichen Ende der im nördlichen Teil der Altstadt gelegenen Straße Slottsbacken. Westlich des Obelisken steht die Sankt-Nikolai-Kirche.

## Architektur und Geschichte
Der aus Stockholmsgranit gefertigte Obelisk wurde im Jahr 1800, nach anderen Angaben 1799, nach einem Entwurf von Louis Jean Desprez errichtet und erinnert an den Schwedisch-Russischen Krieg der Jahre 1788 bis 1790. Mit dem Obelisken wurde für die Unterstützung durch die Bürgerschaft gedankt. Er ist 22 Meter hoch und wurde aus mehreren Teilen zusammengesetzt. Der Beschluss zum Bau des Obelisken erfolgte am 27. Januar 1792 durch König Gustav III.

## Erneuerung
Im Jahr 2012 wurde festgestellt, dass der Obelisk baufällig war; Wasser war in Risse und Fugen eingedrungen und hatte Frostschäden verursacht. Der Obelisk wurde wegen Einsturzgefahr abgesperrt und im Juni 2017 abgebaut. Ab April 2020 wurde begonnen, den restaurierten Obelisken wieder aufzustellen. Der Schlussstein wurde am 17. Juni desselben Jahres gesetzt. Federführend dabei war ein Steinmetzbetrieb aus Vilshult (Blekinge län).